# Föritzgrund
Das Naturschutzgebiet Föritzgrund liegt im Landkreis Sonneberg in Thüringen. Das aus zwei Teilbereichen bestehende Gebiet, das in West-Ost-Richtung von der Landesstraße L 2662 durchkreuzt wird, erstreckt sich südlich von Föritz, einem Ortsteil der Gemeinde Föritztal, entlang der Föritz. Westlich und östlich verläuft die B 89, am südlichen Rand verläuft die Landesgrenze zu Bayern.

## Bedeutung
Das 181,4 ha große Gebiet mit der NSG-Nr. 249 wurde im Jahr 2003 unter Naturschutz gestellt. 